# Leefbaar Apeldoorn
Leefbaar Apeldoorn was een lokale politieke partij in Apeldoorn. De partij had geen bindingen met enige landelijke partij of andere lokale partij.

## Geschiedenis

### Leefbaar Apeldoorn
De partij werd op 1 juli 1999 opgericht door raadslid Henk Schutte, die zich met drie anderen had afgesplitst van de Apeldoornse lokale politieke partij Gemeentebelangen.
Bij de gemeenteraadsverkiezingen van 2002 behaalde Leefbaar Apeldoorn zeven van de 39 raadszetels en werd zij de tweede partij in de gemeente. In deze verkiezingen waren overal in Nederland grote successen van de lokale 'Leefbaren' te zien.
In de periode 2002–2006 leverde Leefbaar Apeldoorn twee wethouders aan het college. In 2006 behaalde de partij vier zetels bij de gemeenteraadsverkiezingen en bleef zij de grootste lokale partij in Apeldoorn.
Bij de gemeenteraadsverkiezingen van 2010 behield de partij de vier zetels, bij de verkiezingen van 2014 werden het er drie.

### Lokaal Apeldoorn
In september 2015 fuseerde Leefbaar Apeldoorn met de Lijst Hendrikse/Aksoy, een fractie bestaande uit twee raadsleden die zich van de partij Gemeentebelangen hadden afgesplitst. Door deze fusie ontstond de fractie Lokaal Apeldoorn, met vijf zetels.